# Arturo Tanco
Arturo R. Tanco Jr. (* 1933; † 18. April 1985 in Manila) war ein philippinischer Politiker, der sowohl langjähriger Landwirtschaftsminister als auch Präsident des Welternährungsrates (WFC) war.

## Leben
Tanco studierte nach Schulbesuch zunächst in den Philippinen und absolvierte später ein postgraduales Studium im Fach Management an der Cornell University sowie der Harvard University. Darüber hinaus half er bei der Gründung des Landwirtschaftlichen Forschungszentrums für Südostasien (Southeast Asia Research Center for Agriculture) und war auch Direktor des International Rice Research Institute (IRRI) in Los Baños.
1970 trat er in den Regierungsdienst ein und wurde bereits 1971 als Nachfolger des bisherigen Vizepräsidenten Fernando López von Präsident Ferdinand Marcos zum Minister für Landwirtschaft und natürliche Ressourcen (Secretary of Agriculture and Natural Ressources) ernannt. Nach der Trennung der beiden Fachbereiche im Mai 1974 blieb er Landwirtschaftsminister. Während seiner bis 1984 dauernden Amtszeit war er insbesondere verantwortlich für den Wachstum der Produktion von Reis, Mais und Gemüse. Dabei gelang es den Philippinen unter seiner Leitung, die chronische Reisknappheit zu überwinden und durch das Masagana 99-Reisproduktionsprogramm selbst zu einem Reis-Exportland zu werden. Ein ähnliches Programm führte er auch in der Maisproduktion ein. Tanco nutzte auch Werbung in der Presse und den elektronischen Medien, um die Farmer zur Intensivierung der Kultivierung zu ermutigen.
1977 wurde er darüber hinaus zum Präsidenten des Welternährungsrates gewählt und behielt diese Funktion bis 1981. In seine Amtszeit fiel auch die von ihm unterstützte Gründung des Internationalen Fonds für landwirtschaftliche Entwicklung am 30. November 1977, den er als eine Antwort auf zyklische Nahrungsmittelknappheiten sah. 1978 gründete das Landwirtschaftsministerium zwölf Büros in den Regionen der Philippinen.
Im Juni 1984 trat er von seinem Ministeramt zurück, nachdem er zuvor eine Wahlniederlage erlitten hatte und nicht erneut zum Mitglied des Kongresses (Batasang Pambansa) gewählt worden war. Nachfolger als Minister wurde der bisherige Vizeminister Salvador H. Escudero III.

## Hintergrundliteratur
- Maurice F. Strong: Ending hunger through sustainable development (Arturo Tanco Memorial Lecture Publication / The Hunger Project), 1989